# Extended Play '07
Extended Play '07 è un EP del gruppo musicale britannico Placebo, pubblicato il 21 luglio 2007 solo per il mercato statunitense. Pubblicato in occasione del Projekt Revolution con i Linkin Park, che ha impegnato la band per tutta l'estate del 2007, contiene un singolo da ogni album della band sino a Meds e tre brani suonati dal vivo.

## Tracce
1. Nancy Boy (Radio Edit) – 3:18
2. Every You Every Me (Single Mix) – 3:33
3. Taste in Men (Radio Edit) – 3:19
4. The Bitter End – 3:11
5. Meds (featuring Alison Mosshart) – 2:54
6. Pure Morning (Live from Arras) – 5:26
7. Infra-Red (Live from Nîmes) – 4:18
8. Running Up that Hill (Live from Santiago) – 8:46